# قلب کبیر
قلب کبیر (به عربی: القلب الكبير) یک شهرداری در الجزایر است که در استان مدیه واقع شده‌است.
 قلب کبیر  ۱۴٬۶۶۳ نفر جمعیت دارد.